# Данфермлин

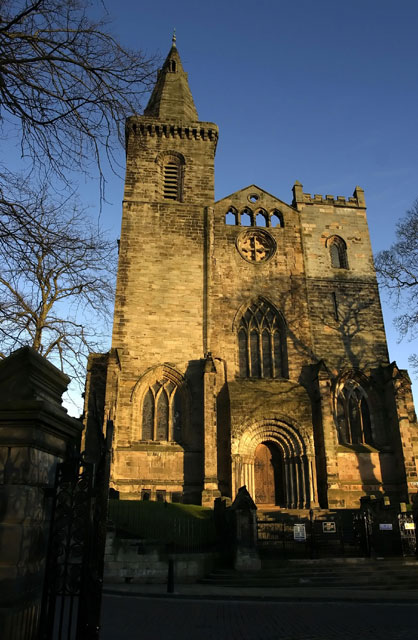
Данфермлинское аббатство

Данфе́рмлин (англ. Dunfermline, гэльск. Dùn Phàrlain) — город в Шотландии. Расположен в области Файф на берегу залива Ферт-оф-Форт, северо-западнее Эдинбурга.
Данфермлин — один из исторических городов Шотландии. В Средние века здесь располагалась одна из главных резиденций королей Шотландии (ныне в развалинах). Данфермлинское аббатство служило их усыпальницей. В 1624 г. старая часть города сгорела и с тех пор по сути не восстанавливалась.
Среди знаменитых уроженцев города можно упомянуть предпринимателя и филантропа Эндрю Карнеги (1835), балерину и артистку кино Мойру Ширер (1926), хореографа Кеннета Макмиллана (1929), участников рок-группы Nazareth, а также лидера группы Jethro Tull Йена Андерсона.

## Экономика
Примерно с XV века уголь и известняк были извлечены в районе вокруг Данфермлина, сначала в очень маленьком и локализованном масштабе. По мере роста сельскохозяйственной революции спрос на известь (для улучшения земли) увеличил потребность в угле, чтобы сжечь его. Соленое панорамирование требовало угля в слишком больших количествах, а ранние обнажения вблизи Ферт-оф-Форта стали изнуренными, заставляя добычу проходить дальше вглубь страны. Многие из сайтов находились в пределах сегодняшних пределов Данфермлина.
Увеличивающееся расстояние ям от Форта сделало перевозку полезных ископаемых проблемой, и Данфермлин был пионером в строительстве деревянных вагонов для этой цели. К восемнадцатому столетию сложилась сложная сеть, и со временем многие линии были преобразованы в железные дороги: самая известная железная дорога Холбес, железная дорога Форделл, железная дорога Элгин и трамвай Таунхилл. Со временем они были преобразованы, чтобы сделать возможным переход к сети основной линии.
Во время индустриальной революции и викторианской эпохи промышленность в Данфермлине была сосредоточена к северу от центра города вокруг улицы Пилмуир и на юге вдоль участков Линн-Берн на улицах Элгин и Ботвелл, особенно важными для экономики города. После окончания Второй мировой войны, когда многие фабрики прекратили производство традиционные отрасли промышленности, в частности льняная и угольная промышленность, сократились и в конечном итоге стали устаревшими в городе.

## Образование

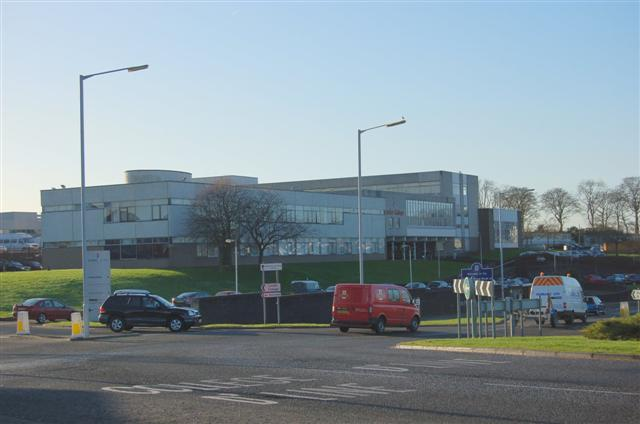
Университетский городок Файф, Халбейт

В Данфермлине  четыре средние школы и 14 начальных школ. Другие учебные заведения включают частную школу и школу для детей с физическими трудностями в обучении. Средняя школа Данфермлин — старейшая средняя школа в городе, возникшая в 1816 году, в настоящее время находится на улице имени королевы Анны. Школа, которая обслуживает как южную, так и западную части города, также как и Росит и Кинкардин, которые находятся на улице Святого Леонарда с 1939 года. В августе 2012 года открылась новая высшая школа Данфермлина.
Школа святого Колумба, открывшийся в 1969 году, является одной из двух римско-католических средних школ в Файфе. Школа обслуживает учеников, живущих в Западном Файфе от Кинкардине на западе до Коуденбата на востоке.

## Города-побратимы
- Логроньо, Испания
- Сарасота, США
- Тронхейм, Норвегия
- Вильгельмсхафен, Германия
- Виши, Франция
- Албуфейра, Португалия